# شغب مادبا 1955
شغب مادبا والتي يشار إليها أحيانًا باسم مجزرة مادبا هي أعمال شغب حصلت ضد السكان المسيحيين في بلدة مادبا الأردنية عام 1955، أدت هذه الأحداث إلى مقتل عدد من المسيحيين من قبل مثيري الشغب الإسلاميين.
يبدو أن أعمال الشغب قد بدأت في نزاع بين سائقي سيارات الأجرة أحداهما مسيحي والآخر مسلم، وبعد ذلك تم الهجوم على دير في السلط من قِبل أعضاء حزب التحرير، مما أدى في نهاية المطاف إلى أعمال شغب طائفية. كثيرًا ما يشار أن المحرّض الرئيسي لأعمال الشغب الطائفية كان كل من الإخوان المسلمون وحزب التحرير. ويشار أيضًا أن عضو البرلمان الأردني محمد سالم أبو الغنم كان وراء اندلاع أعمال الشغب.
أخذت أعمال الشغب شعارات مناهضة للأسرة الهاشمية في العام نفسه من ديسمبر، واستمرت لمدة خمسة أيام. كانت أعمال الشغب المناضة للأسرة المالكة نتيجة لمحاولة ضم الأردن في حلف بغداد. وكانت أعمال الشغب شديدة حيث هوجمت القنصليات الأجنبية وقتل العديد من الأشخاص. تم اخماد أعمال الشغب بتدخل عسكري من الجيش العربي وفرض حظر التجول، ونتيجة لأعمال الشغب، سقطت اكومة المجالي وأسقطت محاولة ضم الأردن إلى حلف بغداد.